# Bomtjärnen (Lockne socken, Jämtland)
Bomtjärnen är en sjö i Östersunds kommun i Jämtland och ingår i Indalsälvens huvudavrinningsområde.